# Югуш (река)
Югуш — река в России, протекает по Свердловской области. Устье реки находится в 593 км по правому берегу реки Уфа. Длина реки составляет 24 км .
В 13 км от устья по левому берегу впадает река Малый Югуш. Исток  в лесных логах на границе с Нижнесергинским районом.

## Фауна
В реке водится хариус, налим, окунь, лещ, пескарь.

## Данные водного реестра
По данным государственного водного реестра России относится к Камскому бассейновому округу, водохозяйственный участок реки — Уфа от Нязепетровского гидроузла до Павловского гидроузла, без реки Ай, речной подбассейн реки — Белая. Речной бассейн реки — Кама.
Код объекта в государственном водном реестре — 10010201112111100020889.